# Li-jang
Li-jang (čínsky pchin-jinem Lìyáng, znaky zjednodušené 溧阳, tradiční 溧陽) je městský okres ležící v městské prefektuře Čchang-čou v jižní části provincie Ťiang-su Čínské lidové republiky. Rozloha městského okresu je 1536 km², roku 2011 měl 781 500 obyvatel.
Městský okres Li-jang se člení na 10 městysů (čen).

## Historie
Okres Li-jang vznikl roku 221 př. n. l. v souvislosti s administrativními změnami prováděnými v souvislosti se sjednocením Číny státem Čchin. V následujících staletích byl okres slučován se sousedními okresy a zase osamostatňován, definitivně se konstituoval v počátcích tchangského období roku 620.
Po vzniku Čínské lidové republiky roku 1949 podléhal v rámci provincie Ťiang-su prefektuře Čen-ťiang, případně Čchang-čou. Od roku 1983 patří pod městskou prefekturu Čchang-čou, roku 1990 byl okres Li-jang reorganizován v městský okres.

## Paleontologie
Na území městysu Šang-chuang (上黄) leží paleontologické naleziště známé nálezy eocenních primátů.